# Bismarckturm (Würzburg)

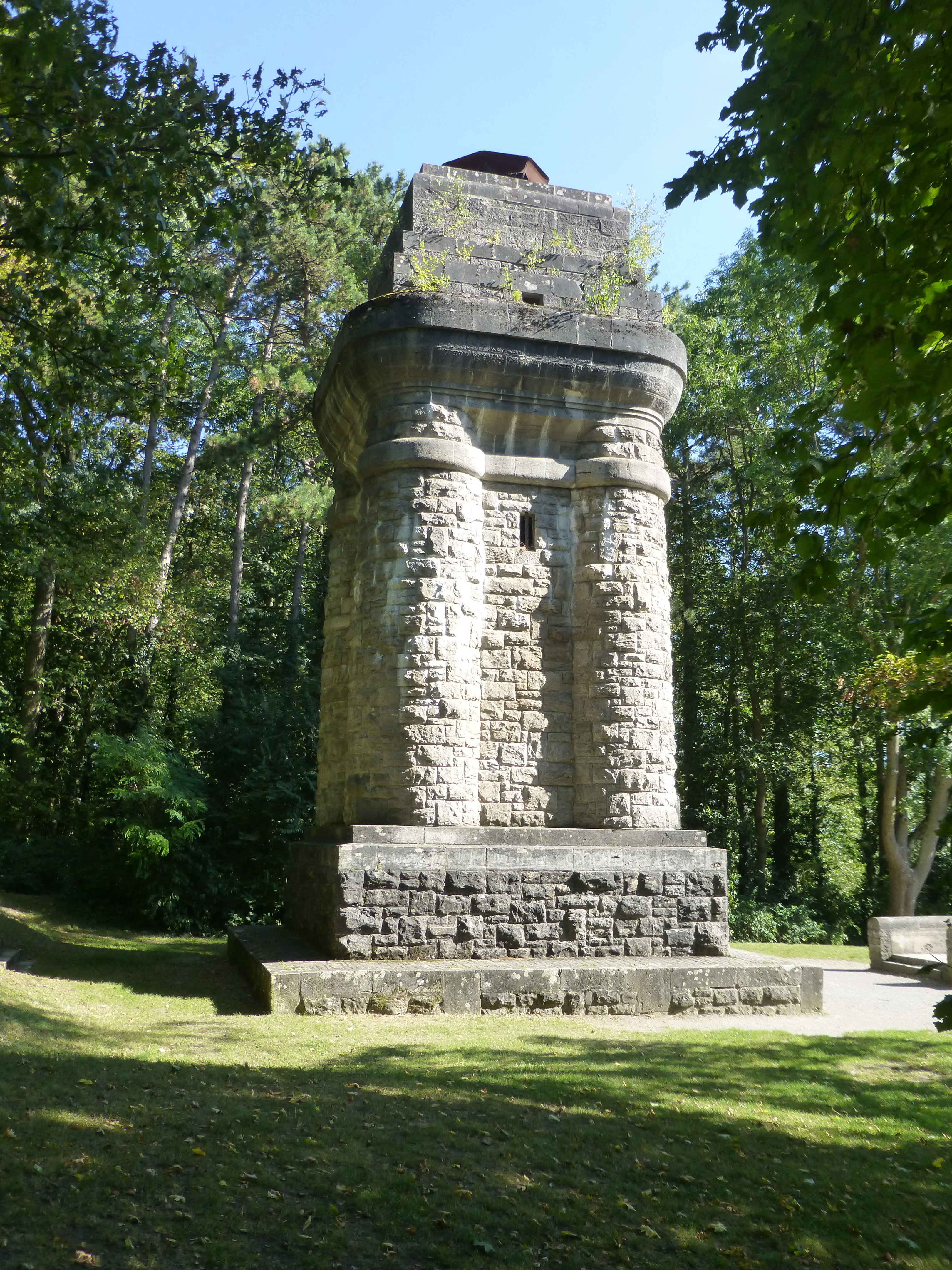
Bismarckturm in Würzburg

Der Bismarckturm in Würzburg ist ein 15 m hoher Aussichtsturm im Bismarckswäldchen oberhalb des Weinbergs am Stein. Er wurde 1905 errichtet und war – wie alle anderen in Deutschland gebauten Bismarcktürme – zugleich ein Denkmal für den als Mitbegründer des Deutschen Reichs verehrten Otto von Bismarck.
Die Gestaltung folgt dem aus einem Architekturwettbewerb hervorgegangenen Typenentwurf „Götterdämmerung“ des Architekten Wilhelm Kreis, der auch bei vielen anderen Bismarcktürmen als Vorlage diente. Eine weitere Gemeinsamkeit war die Möglichkeit, in einer Feuerschale an der Turmspitze zu besonderen Anlässen in den Abendstunden ein weithin sichtbares Feuer zu entzünden.